# Шафа (футбольный клуб)
«Шафа» (азерб. Şəfa Futbol Klubu) — азербайджанский футбольный клуб. Основан в 1998 году. Официальное название — футбольный клуб «Шафа». Представляет в чемпионате город Баку.

## Из истории клуба
Команда «Шафа» была создана в 1998 году, под патронажем тогдашнего руководителя АФФА — Фуада Мусаева. Основу клуба составляли игроки юношеской сборной Азербайджана — U-18, принимавшей до этого участие в премьер-лиге Азербайджана (в сезонах 1996/97 и 1997/98) в качестве клубной команды под названием «U-18».
С первого же года создания, «Шафа» стала принимать участие в высшей лиге чемпионата Азербайджана. Благодаря грантам, выделенным со стороны ФИФА и УЕФА, для клуба был построен стадион с одноимённым названием. В сезоне 2000/2001 годов команда завоевывает Кубок Азербайджана и принимает участие в Кубке УЕФА.
Вплоть до 2006 года команда «Шафа» была неизменным участником чемпионатов Азербайджана в премьер-лиге. В сезоне 2004/2005 годов финансовый кризис, охвативший команду приводит к тому, что команда в середине сезона прекращает своё участие в чемпионате и, заняв по итогам сезона 18 место в чемпионате, покидает премьер-лигу.<ref>
После приобретения "Шафа" холдингом MyGroup, клуб начал новый этап своего развития. В сезоне 2024 года команда выступает во Второй лиге чемпионата Азербайджана. Помимо выступлений в лиге, клуб также принимает участие в национальном Кубке Азербайджана.

## Достижения
- Обладатель Кубка Азербайджана сезона 2000/2001 годов.

## Выступления в чемпионате
1998/99 — Премьер-лига — 11-е место
1999/00 — Премьер-лига — 7-е место
2000/01 — Премьер-лига — 4-е место
2001/02 — Премьер-лига — 6-е место
2002/03 — Премьер-лига — 6-е место
2004/05 — Премьер-лига — 18-е место

## Еврокубки
| Сезон   | Турнир     | Раунд                         | Соперник          | Итог | 1-й матч       | 2-й матч   |
| ------- | ---------- | ----------------------------- | ----------------- | ---- | -------------- | ---------- |
| 2001/02 | Кубок УЕФА | Первый квалификационный раунд | Олимпия (Любляна) | 0-7  | 0:4 (в гостях) | 0:3 (дома) |